# Stia
Stia est une frazione commune italienne Pratovecchio-Stia de la province d'Arezzo dans la région Toscane en Italie.
Depuis le 1er janvier 2014, Stia  a été fusionné avec Pratovecchio pour former la commune (comune sparso) de Pratovecchio Stia.
La commune Pratovecchio Stia a été constituée le 1er janvier 2014 par la loi régionale  no  70 du 22 novembre 2013, approuvée à la suite du référendum du 6-7 octobre 2013 qui a vu 77,3 % des votants de Pratovecchio et 82,3 % de ceux de Stia s'exprimer favorablement pour la fusion.

## Administration
| Période                                  | Période | Identité | Étiquette | Qualité |
| ---------------------------------------- | ------- | -------- | --------- | ------- |
|                                          |         |          |           |         |
| Les données manquantes sont à compléter. |         |          |           |         |

### Communes limitrophes
Londa, Pratovecchio, San Godenzo, Santa Sofia